# آنخل کاماریو
آنخل کاماریو (اسپانیایی: Ángel Camarillo‎؛ زادهٔ ۱۱ مارس ۱۹۵۹) دوچرخه‌سوار اهل اسپانیا است. وی در مسابقات تور دو فرانس و جیرو دیتالیا شرکت کرده است.